# Caesalpinia delphinensis
Caesalpinia delphinensis är en ärtväxtart som beskrevs av Du Puy och Raymond Rabevohitra. Caesalpinia delphinensis ingår i släktet Caesalpinia och familjen ärtväxter. Inga underarter finns listade i Catalogue of Life.